# General Tinio
General Tinio (Tagalog: Bayan ng General Tinio) ist eine philippinische Stadtgemeinde in der Provinz Nueva Ecija, in der Verwaltungsregion III, Central Luzon. General Tinio hat 47.865 Einwohner (Zensus 1. August 2015), die in 13 Barangays lebten. Sie wird als Gemeinde der ersten Einkommensklasse auf den Philippinen und als teilweise urbanisiert eingestuft.
General Tinio liegt am Fuße des Gebirgszuges der Sierra Madre. Ihre Nachbargemeinden sind Doña Remedios Trinidad im Süden, Gapan im Südwesten, Peñaranda im Westen, Santa Rosa im Nordwesten, Gabaldon und Laur im Norden und Dingalan im Osten.
Die Archäologische Ausgrabungsstätte Arubo liegt östlich des Gemeindezentrums. In ihr wurden Faustkeile geborgen, die in das Zeitalter des Acheuléen datiert werden. Zu den Haupttourismusattraktionen gehören der Minalungao National Park.

## Baranggays
- Bago
- Concepcion
- Nazareth
- Padolina
- Palale
- Pias
- Poblacion Central
- Poblacion East
- Poblacion West
- Pulong Matong
- Rio Chico
- Sampaguita
- San Pedro